# Louis van Oosterzee
Louis Albert van Oosterzee (Semarang, 29 april 1859 – Batavia, 31 mei 1918) was een Nederlands ambtenaar in het vroegere Nederlands-Indië. 
Louis van Oosterzee was lid van de familie Van Oosterzee die is opgenomen in het genealogische naslagwerk Nederland's Patriciaat; zoon van Pieter Cornelis van Oosterzee (1819-1882), president der Factorij der Nederlandsche Handel-Maatschappij en Carolina Johanna Theophanie Bernardina Sollewijn (1823-1887), dochter van kolonel Bernard Sollewijn.
Hij was controleur B.B. (Binnenlands Bestuur) in 1900, waarnemend assistent-resident in 1902 (definitief 1908) van Manokwari aan de noordkust van Nieuw-Guinea en vanaf 1909 van Indragiri (Riouw), het huidige Opper- en Neder-Indragiri op het eiland Sumatra. Hij werd gepensioneerd op 14 februari 1915 en geridderd in de Orde van Oranje-Nassau. Louis Albert van Oosterzee huwde in Manokwari op 25 september 1907 de Chinese vrouw Tan Soei Nia, geboren te Batavia in 1868. Dirigente, componiste en pianiste Cornélie van Oosterzee (1863-1943) was zijn zuster.